# 調息法

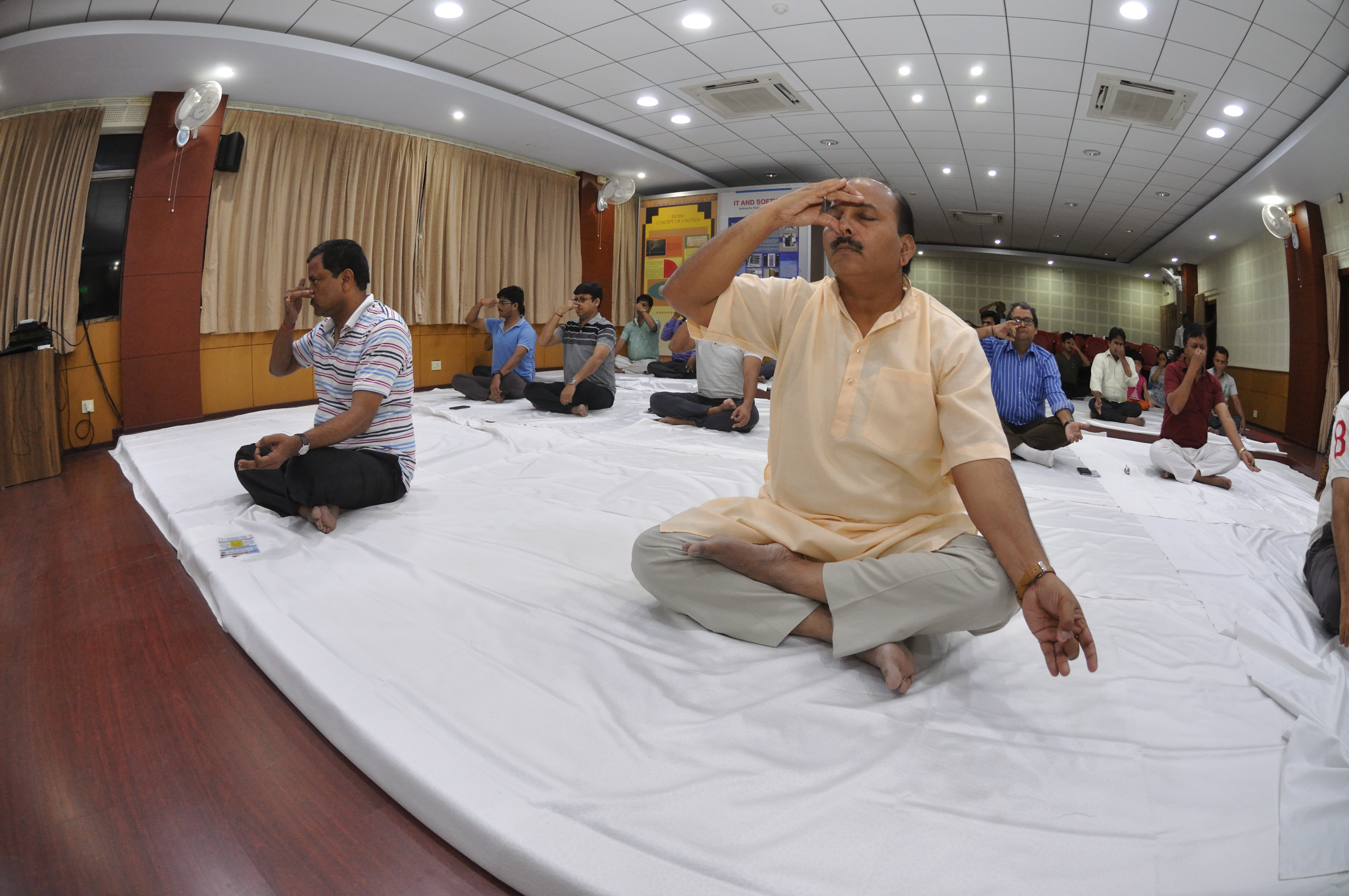
正在练习调息的人

调息（英語：Pranayama）又稱呼吸法，是专注于呼吸的瑜伽功法，也是印度教聖人帕坦伽利定義的瑜伽八支之四。在梵文中， prana（息或气）的意思是“重要的生命力”，yama的意思是“控制”。在瑜伽哲學中，呼吸与prana相关联。因此，调息是提升生命能量（prana shakti）的一种方法。调息法记载于《薄伽梵歌》和《瑜伽經》等印度教经文。在后来的《诃陀瑜伽》经文中，调息是指進入完全暫停呼吸的狀態。在以日常鍛鍊爲意圖的現代瑜伽中，調息主要是講求呼吸和運動的同步。

## 词源

莫尼爾-威廉姆斯对调息法的定义（参见Kumbhaka）。

Prāṇāyāma是梵文复合词。不同的梵文学者对它的定义不同。
出生于印度的知名梵文学者亞瑟·安東尼·麥克唐納将此词拆分为（呼吸）+āyāma，并将其定义为呼吸的暂停。
牛津大学梵文教授莫尼爾-威廉姆斯则将定义为“在早、中、晚交替期间进行的三步‘呼吸练习’，即学者巴塔查里亞所解释的： （吸入）、 （駐留）和（吐出）。除此三步模式之外，prāṇāyāma也有其它模式。
印度学者瓦曼·希夫拉姆·阿普特将的拆分为「 + 」 ，并指出它在用于复合词时有几种不同的含义。前三个含义与“长度”、“扩张、延伸”和“舒展、扩展”有关。中的则被他定义为“约束、控制、停止”。
Ramamurti Mishra 则认为：
将个体能量延展到宇宙能量之中的过程，就叫（, 能量 + , 延展）。

## 印度教

### 薄伽梵歌
《薄伽梵歌》第 4.29 节提及调息法。

### 瑜伽经
调息是《帕坦伽利瑜伽经》第 2.29 节中提到的瑜伽八支中的第四支。印度教圣人帕坦伽利在 2.49 至 2.51 节中讨论了他进行调息的具体方法，并在 2.52 节和 2.53 节中解释了调息法的益处。帕坦伽利并未完全阐明prana（息）的本质，而调息法的理论和实践在他之后似乎经历了显著的发展。他将调息法本质上视为一种初步集中注意力的练习。
包括印度瑜伽大师B·K·S·艾扬格在内的瑜伽教学者都建议将调息法作为包括帕坦伽利勝王瑜伽其它部分在内的整体修习的一部分，尤其是持戒（Yama）、 精進（Niyama）和体位（Asana）。 

### 诃陀瑜伽
印度的诃陀瑜伽（Hatha Yoga）傳統上就利用各种调息技巧。该流派的关键经文，15 世纪的《诃陀瑜伽明灯》就记载有各种形式的调息法，例如屏息和各种身体鎖印（Bandha）。 其他形式的调息法包括Ujjayi（“胜利呼吸法”）、Sitali（“卷舌呼吸法”或“清凉呼吸法”）、Bhastrika（“风箱呼吸法”）、Kapalabhati（“頭顱光明呼吸法”，淨化六法之一），Surya Bhedana（“太陽穿透”呼吸法），以及較舒缓的Bhramari（“蜂鳴式呼吸法”）。B·K·S·艾扬格認爲，只有当已经進行牢固的瑜伽訓練并且僅當在有经验的大师的指导下才能进行调息。
瑜伽学者暨修习者提欧斯·伯纳德在其著作中提到，调息的根本目标是暂停呼吸（即憑修習者之意志而完全暫停呼吸并维持任意之久的狀態），令心智静止。印度瑜伽大师帕拉宏撒·尤迦南達指出：根据瑜伽哲学创始人帕坦伽利的说法，调息的真正含义是逐渐停止呼吸，中断吸气和呼气”。

### 作为锻炼的现代瑜伽
瑜伽学者安德里亚·贾恩指出，在 20 世纪之前，调息法在常見文献中处于边缘地位，并且其呼吸方法与现代的截然不同。荷兰印度学家約翰內斯·布朗克霍斯特指出，作为锻炼的现代瑜伽中的调息法講求呼吸与动作同步（在体位之间），但在《博伽梵歌》和《瑜伽经》等经文中，调息法的意思是“完全中断呼吸”。

## 佛教
《巴利三藏》中记载，佛陀在启蒙之前练习了一种冥想技巧，其中包括用舌头按压上颚并尝试强行抑制呼吸。这被认为非常痛苦且不利于开悟。在一些佛教教义或隐喻中，据说呼吸会随着第四禅那而停止（附带效果，而非刻意所为）。
在《安般守意經》中，佛陀将呼吸长度的适度调节作为修行禅那的前置四步骤之一。它可以为专注做准备。这比较适合初学者。

### 印藏传统
早在 11 世纪，印度和西藏就發展出了与印度教形式相似的佛教调息法。在名为《Amṛtasiddhi》的佛教经文中，记述了瑜伽呼吸法相关的三个鎖印（Bandha）。
藏传佛教的呼吸练习，例如以交替鼻孔呼吸的“九出浊气”（rlung ro dgu shrugs）呼吸法，通常包括观想。在宁玛派大圆满法门的传承中，这些呼吸法被收集在名为《毗卢遮那口传》（Vai ro snyan brgyud）的文集中。

## 医学目的

### 益处
调息作为控制呼吸的练习，存在於多個瑜伽流派之中。它被认为有助于放松和改善呼吸。尽管功效有限，但对一小部分受试者的研究表明，调息法作为辅助治疗对肺功能有积极影响。不過，仍有待长期和大规模的研究来验证并确认调息法的效果。

### 研究
考科藍（Cochrane） 的一项关于通过呼吸锻炼缓解轻度至中度哮喘症状的評論指出，仅有有限的证据表明其可能会改善生活质量、过度换气症状和肺功能。 2017 年的一项研究证明，定期练习调息法有助于减轻压力，同时改善睡眠质量。

### 风险
虽然相对安全，但訶陀瑜伽的練习并非没有风险。初学者应避免高级动作，并在力所能及的范围内行事。根据至少一项研究，调息是导致最多伤害的瑜伽练习。在一项针对 76 名练习者的研究中，有四例受伤。甚至还有报道指可能导致血肿和气胸在内的不良反应，尽管其因果关联尚不甚明确。